# Fenazina
La fenazina, també anomenada azophenylene, dibenzo-p-diazine, dibenzopyrazine, i acridizine, és un compost heterocíclic de fórmula C₁₂H₈N₂ o C₆H₄N₂C₆H₄, És una pirazina dibenzo anul·lada i substància relacionada amb molts productes per a fer tints com la safranina i d'altres.
La fenazina cristal·litza en agulles de color groc que es fonen a 174-177 °C, i només és lleugerament soluble en alcohol. L'àcid sulfúric la dissol formant una solució vermella fosca.
Conté molts derivats, com per exemple la naftofenazina

## Productes naturals
Molts compostos de fenazina es troben a la natura i són produïts per bacteris com Pseudomonas spp., Streptomyces spp., i Pantoea agglomerans. Aquests productes naturals estan implicats en la virulència dels organismes que la produeixen. Per exemple, la fenazina piocianina produïda per Pseudomonas aeruginosa contribueix a la seva capacitat de colonitzar els pulmons dels pacients en la fibrosi cística.